# Творевина (будизам)
Творевина или образац (пали: सङ्खार saṅkhāra, санскрит: संस्कार saṃskāra) је битан појам будистичке филозофије.
Образац је збирни назив за факторе који обликују, процес обликовања и обликовану ствар која је резултат тог процеса. Вољни поступци телом, говором и умом формирају обрасце у уму. Подстакнути незнањем и жеђу, они воде свест ка новом рођењу. Одредиште будућег препорађања одређено је етичким карактером образаца.
Творевине обично означавају конструкције ума настале под утицајем мисли, али се могу односити на било шта обликовано под неким условима. 
"Пролазне су творевине!" (Анића вата санкхара) је фраза у земљама теравада будизма којом се објављује смрт вољених бића.
Циљ целокупне будистичке праксе је смиривање и престанак творевина и достизање нирване.

## Етимологија
Иако користе исту реч, будизам и хиндуизам за њу имају прилично различита значења. 
Пали реч sankhāra настала је од префикса sam, који значи "заједно, са", и именице kara - "чињење, стварање". Санкхаре су тако "са-чињења, са-творевине", ствари које дејствују у склопу са другим стварима, или ствари које су начињене слагањем неких других ствари.
Санскритска реч saṃskāra (संस्कार) има разна значења у зависности од контекта, а отприлике значи "саставити, припремити, усавршити".

## Значење у хиндуизму
Реч samskara се ретко појављује у старим ведским списима, али се појављују њене саставнице sam и kr. Појам се појављује у Риг веди 6.28.4 и 8.33.9, где изгледа значи "прочистити, припремити". Поново се појављује у спису Purvamimamsa-sutra (500-200. п. н. е.), у значењу "припремити, савршити, глачати" нешто, било путем делања, говора или ума. На другом месту истог списа, реч sanskara описује чин "прања зуба, бријања главе, сечења ноктију", како дела обреда.
Древни индијски учењак Шабара је одредио самскару као "оно што припрема одређену ствар или човека за одређену сврху". У хиндуизму је санскара назив за обред преласка, а такође и филозофски појам у значењу утиска или наклоности.

## Значење у будизму
У сутама се ова реч јавља у неколико различитих значења. У свим тим значењима творевине су изразито лоша ствар, а "стишавање творевина јесте блаженство."
Смирен је онај у чијем уму нових конструкција нема. “Ја јесам” јесте конструкција. “Ја јесам ово” јесте конструкција. “Ја ћу бити” јесте конструкција. “Ја нећу бити” јесте конструкција. “Ја ћу имати тај облик” јесте конструкција. “Ја нећу имати тај облик” јесте конструкција. “Ја ћу осећати ово” јесте конструкција. “Ја нећу осећати ово” јесте конструкција. Конструисање је болест, констрисање је рак, конструисање је стрела. Ко је отишао иза конструисања, тај се зове утихнули мудрац.— Буда

### Узрок и резулат карме
Обрасци настају на основу поступака телом, говором и мишљу. Сваки поступак оставља траг у уму, ствара образац за будуће поступке. Што неки поступак више понављамо, све је јачи образац и већа вероватноћа да ћемо га понављати и убудуће.
Обрасци су, с једне стране, воља која стоји иза наших поступака, коју Буда назива карма. Са друге, обрасци су производ те воље. Тако можемо рећи да обрасци имају активни и пасивни аспект. Чињеница да санкаре означавају и активне силе и ствари које те силе створе, обезбеђује овом појму "улогу камена темељца" Будине филозофије.
Обрасци чине подлогу за настанак свести и у исто време одређују ка којем свету ће се она усмерити, како би спојена са тек зачетим плодом у материци створила ново биће.

### Карика у ланцу настанка патње
Један контекст употребе ове речи је ланац условљеног настанка, где су sankhāre други члан у низу. Њих условљава незнање, а оне саме су услов за настанак свести. У сутама су санкхаре кармички активне воље, односно вољни поступци који изазивају последице. У том контексту санкхара је синоним са појмом карма, са којим је и етимолошки сродна.
Санкаре активне у циклусу условног настанка се деле на три типа: телесне, вербалне и менталне. Даље, санкаре се деле на оне које нам користе, оне које нам штете и "непроменљиве". Када су незнање и жудња у основи тока свести, творевине воље постају силе способне да стварају резултат, односно да узрокују обнављање тока свести после смрти. Ако је неко чинио добра дела, творевине воље ће свест усмерити ка срећном месту препорађања. Ако је неко чинио лоша дела, творевине ће свест усмерити ка препорађању у патњи.

### Једна од хрпа које чине човека
Обрасци такође означавају једну од пет гомила, које чине човека. Ту је једна од гомила sankhāra-khandha, хрпа образаца. 
Канонски текстови хрпу образаца (sankhāra-khandha) одређују као шест врста воље у вези са шест чула: са облицима, звуцима, мирисима, укусима, додирима и идејама. Иако овде творевине имају блиско значење са онима у условном настанку, ипак sankhāra-khandha има шире поље значења. У себе укључује не само воље које су кармички потентне, већ и оне које су кармички неделотворне.
У каснијој пали литератури sankhāra-khandha постаје неком врстом опште категорије за готово све склопове ума.

### Ознака за непостојане ствари
Све су творевине непостојане, све су творевине мучне, све су појаве без сопства. Мудрац када то увиди, одвраћа се од патње. То је пут прочишћења.— Сидарта Гаутама
Још једно битно значење речи sankhāra је ознака за све условљене ствари. У овом контексту реч има пасивну конотацију, означавајући оно што је настало комбинацијом узрока: све што је условљено, конструисано или сложено. У том смислу се може превести једноставно као "творевина", без ближе одреднице. Ово значење такође обухвата спољашње објекте.

### Супротност нествореном
Насупрот санкхари, нирвана се означава као нетворено (asankhata), односно супротност онога што је sankhata (придев у вези са речју sankhāra). Нирвана је стање које није творевина, а није ни конструисано помоћу творевина; стање описано као visankhāra, "без творевина", и као sabbasankhāra-samatha, "смиривање свих творевина".